# Lola Ponce

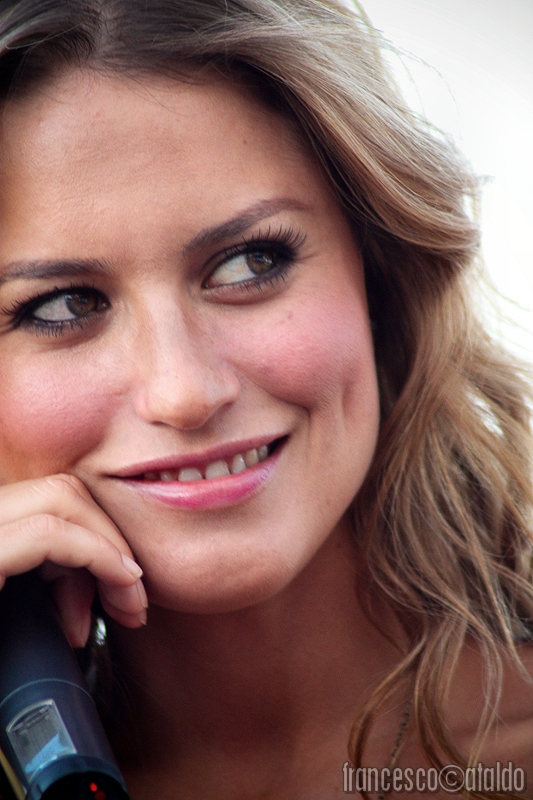
Lola Ponce 2010

Paola Fabiana „Lola“ Ponce (* 25. Juni 1982 in Capitán Bermúdez, San Lorenzo, Argentinien) ist eine argentinisch-italienische Sängerin und Schauspielerin.

## Karriere
Ponce kam in der Nähe der argentinischen Großstadt Rosario in einer musikalischen Familie zur Welt. Schon in jungen Jahren trat sie in Lateinamerika als Sängerin und später auch als Schauspielerin in Erscheinung. 2001 veröffentlichte sie ihr erstes Album Inalcanzable. In Barcelona nahm sie an den Castings für Riccardo Cocciantes Musical Notre Dame de Paris teil und ergatterte die Hauptrolle, woraufhin sie nach Italien zog und vom großen Erfolg des Musicals profitieren konnte. 2004 erschien ihr zweites Album Fearless, auf dem sie nun auch auf Englisch sang. Daneben blieb sie auch als Schauspielerin in ihrer Heimat aktiv.
An der Seite ihres Musical-Partners Giò Di Tonno präsentierte Ponce beim Sanremo-Festival 2008 das von Gianna Nannini geschriebene Lied Colpo di fulmine und gewann den Wettbewerb. Im Anschluss veröffentlichte sie das dritte Album Il diario di Lola. Es folgten Auftritte in Film und Fernsehen (sowohl in Italien als auch in Argentinien) sowie 2011 das Album Lola.

## Diskografie
Alben
- Inalcanzable (2001)
- Fearless (2004)
- Il diario di Lola (2008)
- Lola (2011)

## Filmografie
- 1997: De la nuca (Fernsehserie, 18 Episoden)
- 2005: Sin código (Fernsehserie, 11 Episoden)
- 2009: Polvere
- 2010: Colpo di fulmine
- 2010: La bellezza del somaro
- 2010: Le due facce dell’amore (Fernsehserie, 6 Episoden)